# François Leigonyer
François Leigonyer   (Orlhac, 4 de desembre de 1740 - París, 30 de març de 1807) fou un general de brigada durant la Revolució Francesa.

## Llistat de serveis
Va entrar al servei el febrer de 1756, com a furrier voluntari en el regiment de cavalleria de Beauvilliers, es va convertir en tinent el novembre de 1761, assistent major el 5 d'abril de 1762 i capità el 8 de juny de 1764. El 2 de juny de 1792 es va convertir en tinent-coronel el 22 regiment de cavalleria, després fou nomenat coronel el 10 de juny de 1792 en l'onzè regiment de cavalleria.
Va ser ascendit a mariscal de camp el 2 de setembre de 1792 i a tinent general el 8 d'octubre següent. El 1793 va ser assignat a l'exèrcit dels Pirineus Orientals, després l'1 d'abril es va incorporar a l'Exèrcit de les costes de Brest. Va participar en la batalla de Vezins el 19 d'abril i l'1 de maig va prendre el comandament provisional de l'Exèrcit de les costes de La Rochelle fins al 27 de maig de 1793. Va comandar a la batalla de Doue el 7 de juny.
El 8 de juny de 1793 fou destinat a l'exèrcit del Pirineu Occidental i fou arrestat el 9 de setembre després de les ordres del Comitè de Seguretat Pública. Fou alliberat de la presó el 5 de gener de 1795 i el 1799 es convertí en membre de l'administració hospitalària de l'exèrcit occidental i fou reformat el 5 de setembre de 1800.
El 1804, va ser president del consell d'administració de l'hospital militar de Tolosa.